# 錫達鎮區 (堪薩斯州傑克遜縣)
錫達鎮區（英語：Cedar Township）為美國堪薩斯州傑克遜縣轄下的鎮區。2010年美国人口普查中此鎮區人口有1,402人。

## 地理
錫達鎮區涵蓋總面積為103.5平方（39.95平方英里），其中陸地面積為103.4平方（39.94平方英里），水域面積為0.026平方（0.01平方英里）或0.03%。海拔高度336（1,102英尺）。

## 人口統計
根據2010年美國人口普查，錫達鎮區人口有1,402人，其中男性有740人，女性有662人，人口密度為每平方公里13.56人，住房計564戶。鎮區內的白人有1,255人，非裔美國人有9人，美洲原住民有83人，亞裔美國人有1人，太平洋島裔美國人有1人，其他種族有5人，混血種族則有48人。此外鎮區內有37人為西班牙裔或拉丁裔美國人。此鎮區之年齡中位數為41.3歲，而男性年齡中位數為41.4歲，女性年齡中位數為41.2歲。

## 交通

### 主要公路
- 75號美國國道
- 16號堪薩斯州州道